# Dixon Denham

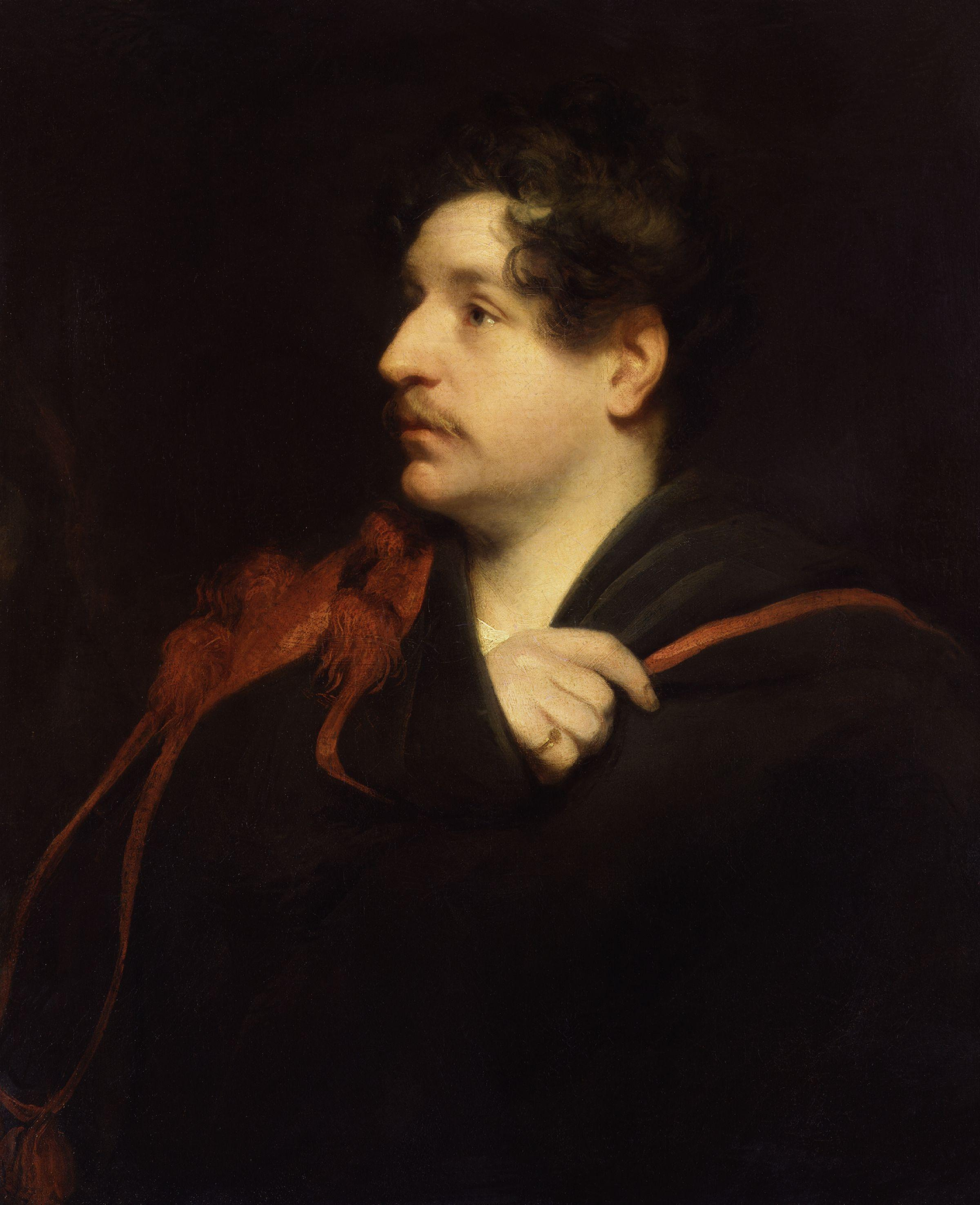
Dixon Denham, Thomas Phillips, 1826

Dixon Denham (* 1. Januar 1786 in London; † 8. Mai 1828 in Freetown) war ein  britischer Afrikaforscher und Statthalter von Sierra Leone.

## Leben
Denham erhielt seine Ausbildung auf der Kriegsschule in London. Er diente später in Spanien im Kampf gegen Napoleon und machte auch den Feldzug in den Niederlanden mit.
1821 erhielt er die Erlaubnis, sich einer Expedition von Clapperton und Oudney ins Innere von Afrika anzuschließen. Die Reisenden brachen im Februar 1822 von Tripolis nach Mursuk in Fessan auf und erreichten am 4. November den Tschadsee. Denham bestimmte die Lage dieses Sees und begab sich dann nach Kuka, der Residenz des Sultans von Bornu. Er begleitete diesen auf einem Kriegszug gegen die Fulbe, wurde selbst dabei gefangen genommen, konnte aber fliehen. Er kehrte mit der geschlagenen Armee nach Bornu zurück.
1824 reiste er zu der im Süden des Tschadsees gelegenen Mündung des Schari, konnte aber nicht weiter. Später bereiste er auch einen Teil des Nordufers und entwarf die erste Karte des Sees. Er traf wieder mit Clapperton zusammen und ging mit diesem nach Sokoto. Im April 1824 kehrte Denham über Tripolis nach Italien, Frankreich und England zurück.
Dixon Denham wurde 1827 zum Inspektor für befreite Afrikaner in Sierra Leone und 1828 zum dortigen Statthalter ernannt, wo er nach nur fünf Wochen im Amt am 8. Mai 1828 an einer Fiebererkrankung starb.

## Werk
Er schrieb zusammen mit Clapperton: Narrative of travels and discoveries in Northern and Central Africa in the years 1822/24, London, 1826.